# Argocoffeopsis eketensis
Argocoffeopsis eketensis là một loài thực vật có hoa trong họ Thiến thảo. Loài này được (Wernham) Robbr. mô tả khoa học đầu tiên năm 1986.